# Свети Атанасий (Олевени)
„Свети Атанасий “ (на македонска литературна норма: „Свети Атанасиј“) е православна църква в битолското село Олевени, част от Преспанско-Пелагонийската епархия на Македонската православна църква – Охридска архиепископия.

## География
Църквата се намира западно от днешното село, на по-висок терен в планината, до нея се стига по черен път, който започва от площада на селото в днешното село Олевени.

## История
Църквата, заедно с три други храма, е съществувала на мястото на някогашното старо село Олевени и е реновирана заедно с останалите в 1936 година. Църквата обаче не се намира в същата местност Бърце като останалите три църкви, а под тях.